# Flexbury
Flexbury – wieś w Anglii, w Kornwalii, w dystrykcie (unitary authority) Kornwalia. Leży 42,7 km od miasta Bodmin, 73,1 km od miasta Truro i 320,4 km od Londynu. W 2015 miejscowość liczyła 2258 mieszkańców.